# Xenop pitblanc
El xenop pitblanc (Pygarrhichas albogularis) és una espècie d'ocell de la família dels furnàrids (Furnariidae) i única espècie del gènere Pygarrhichas.

## Hàbitat i distribució
Viu al boscos oberts des del sud de Xile i sud-oest de l'Argentina cap al sud fins Terra del Foc.